# Keiko Kitagawa
Keiko Kitagawa (北川景子, Kitagawa Keiko), (Kōbe, Hyōgo, 22 de Agosto de 1986) é uma actriz japonesa. Keiko Kitagawa tornou-se conhecida com o papel de Rei Hino/Sailor Mars, na série tokusatsu Bishoujo Senshi Sailor Moon - Live Action (conhecida internacionalmente também como Pretty Guardian Sailor Moon, com as iniciais PGSM). Começou a sua carreira, por acaso, em 2003 como modelo para a revista Seventeen, após ter sido a vencedora do concurso da revista desse ano. Posteriormente foi seleccionada para o papel que viria a torná-la famosa como Rei Hino.

## Biografia
Após o final da série Live Action de Sailor Moon, Keiko Kitagawa já participou noutros filmes, todos com estreia marcada para o ano de 2006. São eles Mizu ni Sumu Hana | Romance of Darkness uma adaptação para a grande tela do manga de Chie Shinohara, realizado por Kenji Gotô, Mamiya Kyoudai | The Mamiya Brothers realizado por Yoshimitsu Morita,  e The Fast and the Furious: Tokyo Drift.
Continuando a sua participação em cinema nipónico, no ano de 2006, Keiko Kitagawa obtém o seu primeiro papel principal no filme Cherry Pie.

## Filmografia

### Filmes
- 2006: Mamiya Kyoudai - Como Yumi Honma.
- 2006: Mizu ni sumu hana - Como Rikka.
- 2006: The Fast and the Furious: Tokyo Drift - Como Reiko.
- 2006: Cherry Pie - Como Kiyohara
- 2007: Heat Island - Como Nao.
- 2007: Dear Friends - Como Hina.
- 2010: Paradise Kiss - Como Yukari Hayasaka (papel principal)

### Séries de TV
- 2003/2005: Bishoujo Senshi Sailor Moon - Como Rei Hino/Sailor Mars
- 2009: Buzzer Beat - como Riko Shirakawa

### DVD
- 2004/2005: Bishoujo Senshi Sailor Moon - Live Action vol. 1 a 12.
- 2004: Bishoujo Senshi Sailor Moon: Kirari Super Live
- 2004: Bishoujo Senshi Sailor Moon: Special Act
- 2004: Bishoujo Senshi Sailor Moon: Act Zero

## Música

### Singles
- 2004: Bishoujo Senshi Sailor Moon Live Action - Hino Rei

Contem as músicas: Hoshi Furu Yoake e Sakura Fubuki